# Farmácia Normal
Die Farmácia Normal ist eine Apotheke in der Stadtgemeinde Santa Maria Maior der portugiesischen Hauptstadt Lissabon.
Die Apotheke in der Baixa Pombalina wurde 1890 von Mourato Vermelho an der Rua da Prata eröffnet. Über drei Generationen hinweg blieb die Führung des Geschäfts in den Händen der Familie des Gründers, ehe sie 1989 an die jetzigen Besitzer, die Familie Fonseca, übergeben wurde.

## Beschreibung
Sehr gut erhalten sind die Regale aus dunklem Sucupiraholz, der mit rosafarbenem Marmor belegte Tresen sowie die fein gearbeitete Stuckdecke. 2008 wurde die Apotheke aufwändig restauriert.
Sie ist in das Inventário Municipal de Património eingetragen.